# ولینی
ولینی (به انگلیسی: Vellayani) یک منطقهٔ مسکونی در هند است که در Thiruvananthapuram district واقع شده‌است.